# آنا هوب
آنا هوب (بالإنجليزية: Anna Hope)‏ هي كاتِبة وممثلة بريطانية، ولدت في 1974.

## وصلات خارجية
- الموقع الرسمي
- آنا هوب على موقع IMDb (الإنجليزية)
- آنا هوب على موقع قاعدة بيانات الفيلم (الإنجليزية)